# Sokrat
Sokrat (grč. Σωκράτης, Sōkrátēs, Atena, 469. pr. Kr. – Atena, 399. pr. Kr.) bio je grčkim filozofom i Platonovim učiteljem. Jedan je od najznačajnijih filozofa zapadne tradicije.
Bavio se moralom (razlikovanjem dobra i zla), a postao je poznat upotrebljavajući metodu dijalektike u svojim istraživanjima, to jest ispitivanja sugovornika dvjema metodama: ironijom i majeutikom.
Poznat je po rečenici: Znam da ništa ne znam. Optužen je da kvari mladež te osuđen na smrt.

## Filozofija
Sokrat se u svojem promišljanju suprotstavljao subjektivizmu i relativizmu sofista pokušavajući pronaći ono opće, stalno i logički nužno, u pojedinačnome. U početku se bavio kozmosom, to jest svijetom, ali u kasnijoj filozofiji upravo čovjekova nutrina postaje predmet proučavanja.
Smatrao je da znanje treba čovjeka oplemenjivati i pomagati, to jest odgajati. Predmet znanja njegovi su pojmovi, to jest znati nešto znači znati njegov pojam što se postiže dijalektikom.

### Dijalektika
U svojoj filozofiji kao temeljnu metodu istraživanja rabi dijalektiku gdje razgovorom nastoji prodrijeti do istine. Cilj je dijaloga samospoznaja.
U razgovoru s drugima ukazivao je na nedostatke u njihovu znanju i proturječnosti u njemu i tako ih vodio k spoznaji istine i moralnih načela oslobođenih onoga što sugovornici misle da znaju. Metoda je trostupanjska: ironija, majeutika i definicija pojma.
Ironijom je nastojao otkloniti saznanja sofista s čijom se filozofijom i metodom nije slagao. Njegova su pitanja zahtijevala kratak, ali precizan odgovor.
Majeutikom se naziva metoda kojom je Sokrat sugovornike usmjeravao prema odgovoru, to jest prema nečemu što je sugovornik već znao, ali nije znao da zna. Sokrat je vjerovao da je znanje već u čovjeku, a on mu može pomoći da znanje porodi poput primalje po čemu je majeutika i dobila ime (grč. μαιευτική, maieutikḗ, 'primaljstvo' od μαιεύω, maieúō, 'služiti u porodu').
Naposljetku, dijalogom se određuje pojam.
Cilj je Sokratove metode bio da sugovornika potakne na razmišljanje i izazove sumnju u pretpostavke koje ima te da odgovore traži u sebi. Ljudima je predočavao da je spoznaja o neznanju početak znanja. Vjerovao je da svatko može doći do spoznaje.

## Život
Bio je sin kipara Sofroniska i majke primalje, a u mladosti atenski vojnik koji se isticao hrabrošću.
Sokrat je imao ženu Ksantipu i s njome trojicu sinova. Ksantipa je, čini se, Sokratu život u domu činila nepodnošljivim zbog čega je često izbivao zbog čega je i počeo razgovarati s prolaznicima.

### Optužba i smrt
Oko sebe je okupio mladu intelektualnu elitu, a njegove ideje duhovne aristokracije sukobile su se s atenskom demokracijom. Sokrat je već tridesetak godina bio predmetom žalbi i šala u Ateni, ali 399. godine prije Krista velik broj prigovora o bezbožništvu i nepoštovanju atenskih bogova stvorio je val vjerskoga fundamentalizma.
Melet, Anit i Likon bili su prvi Sokratovi tužitelji. Optužen je zbog bezbožništva i kvarenja atenske mladeži. Sokrat se branio tvrdeći da nije ateist i da nije s namjerom kvario mladež ili nekomu naškodio. Ipak, proglašen je krivim i optužen na smrt. Svojevoljno je otišao na smaknuće (unatoč planovima svojih prijatelja koji su mu osmislili bijeg) iz poštovanja prema zakonima ne prihvaćajući alternative odustajanja od svoje filozofije ili napuštanja polisa kako bi negdje drugdje naučavao. Umro je ispivši otrov.
Platon u pet dijaloga pripovijeda o optužnici, suđenju i smaknuću koji su se dogodili u proljeće i ljeto 399. godine.